# Cannibal (álbum de Bury Tomorrow)
Cannibal es el sexto álbum de estudio de la banda británica de metalcore Bury Tomorrow. Su lanzamiento original estaba previsto para el 3 de abril de 2020, debido a la Pandemia de COVID-19, se lanzó el 3 de julio de 2020 a través de Music for Nations. Fue producido por Dan Weller. El álbum alcanzó el Top 10 de las listas de álbumes en el Reino Unido, Alemania, Suiza y Escocia. Es el último álbum que presenta al guitarrista rítmico y vocalista limpio fundador de la banda, Jason Cameron, antes de dejar la banda en julio de 2021.

## Lista de canciones
| N.º | Título            | Duración |  |
| 1.  | «Choke»           | 3:47     |  |
| 2.  | «Cannibal»        | 4:15     |  |
| 3.  | «The Grey (VIXI)» | 3:58     |  |
| 4.  | «Imposter»        | 3:27     |  |
| 5.  | «Better Below»    | 3:12     |  |
| 6.  | «The Agonist»     | 4:02     |  |
| 7.  | «Quake»           | 4:25     |  |
| 8.  | «Gods & Machines» | 4:05     |  |
| 9.  | «Voice & Truth»   | 3:06     |  |
| 10. | «Cold Sleep»      | 3:39     |  |
| 11. | «Dark, Infinite»  | 4:01     |  |

## Personal
Bury Tomorrow
- Winter-Bates - Voz gutural
- Kristan Dawson - guitarra principal
- Jason Cameron – guitarra rítmica, voz secundario
- Davyd Winter-Bates – bajo
- Adam Jackson - batería, percusión